# Réning
Réning település Franciaországban, Moselle megyében. Lakosainak száma 129 fő (2022. január 1.). Réning Albestroff, Insming, Léning és Nelling községekkel határos.

## Népesség
A település népessége az elmúlt években az alábbi módon változott:
| Lakosok száma | 182  | 130  | 122  | 114  | 118  | 133  | 134  | 135  | 132  | 129  |
|               | 1968 | 1999 | 2011 | 2013 | 2015 | 2017 | 2018 | 2019 | 2021 | 2022 |